# Arado Ar 95
O Arado Ar 95 foi um hidroavião biposto, que era usado como torpedeiro, bombardeiro e avião reconhecimento pela Luftwaffe. Produzido pela fábrica de aviões Arado Flugzeugwerke, fez seu primeiro voo em 1936. Foi usado principalmente pela Marinha do Brasil, Chile, Espanha e a Kriegsmarine alemã, tendo passado também pela Legião Condor na Guerra Civil Espanhola.